# Холмськ (порт)
47°03′00″ пн. ш. 142°02′00″ сх. д. / 47.05° пн. ш. 142.0333333° сх. д.
Холмськ (рос. Холмск) — російський незамерзаючий морський порт, розташований на південно-західному узбережжі острова Сахалін, на березі Татарської протоки Японського моря, в межах однойменного міста.
У порту працюють 4 стивідорні компанії:
- Холмський морський торговельний порт
- Сахалінський Західний морський порт
- Сахалінське морське пароплавство[en]
- Трансбункер-Сахалін

У порту є 27 причалів завдовжки 2469,4 погонних метри, які обладнані залізничними коліями, 16 портальними кранами, а також автомобільними, гусеничними, пневмоколесними, козловими та мобільними кранами, автонавантажувачами.
Для зберігання вантажів порт має криті та відкриті склади загальною площею відповідно 27,44 і 134,01 тис. м².
| Вантажообіг в тис. т | Вантажообіг в тис. т | Вантажообіг в тис. т | Вантажообіг в тис. т | Вантажообіг в тис. т | Вантажообіг в тис. т | Вантажообіг в тис. т | Вантажообіг в тис. т | Вантажообіг в тис. т |
| 2003                 | 2004                 | 2005                 | 2006                 | 2007                 | 2008                 | 2009                 | 2010                 | 2011                 |
| -------------------- | -------------------- | -------------------- | -------------------- | -------------------- | -------------------- | -------------------- | -------------------- | -------------------- |
| 2 342,1              | ▼1 996,0             | ▲2 181,1             | ▼2 168,8             | ▼2 096,9             | ▼2 017,4             | ▼1 635,4             | ▲1 869,5             | ▲2 192,4             |